# Knoxville
Knoxville es una ciudad estadounidense que se localiza en el condado de Knox en el estado de Tennessee, siendo la tercera ciudad más grande del estado, solo por detrás de Memphis y de Nashville. Además es la sede del condado de Knox y la ciudad más importante de dicho condado. Según el censo del año 2010, Knoxville tiene una población de 178 874 habitantes en la ciudad y 704.230 en el área metropolitana. Se encuentra ubicada en la zona donde confluyen los ríos Holston y French Broad, dando lugar al nacimiento del río Tennessee.
De las cuatro ciudades más importantes de Tennessee, Knoxville es la segunda ciudad más antigua, fue fundada en 1786. También fue la primera capital del estado, cuando Tennessee fue admitido en la unión en 1796; sin embargo, la capital fue trasladada a Murfreesboro en 1819. El nombre de la ciudad es en honor del primer secretario de defensa de Estados Unidos, Henry Knox.
Uno de los apodos de Knoxville es la "Ciudad de Mármol" (The Marble City). En el siglo XX, varias minas de mármol eran explotadas en la ciudad, el material se enviaba a muchas partes del país. Varios edificios importantes como la Galería Nacional en Washington se construyeron con mármol de dichas minas.
La ciudad también era conocida como la "Capital Mundial de la Ropa Interior". Debido a que en los años 1930, más de 20 fábricas textiles operaban en la ciudad, siendo la actividad económica más importante de la población. La mayor parte de las fábricas estaban situadas en las partes más antiguas de la ciudad. En los años 1950, las fábricas comenzaron a cerrarse, provocando una disminución del 10 % de la población.
Knoxville es también la sede del campus principal de la Universidad de Tennessee. Los equipos deportivos de la universidad, los Tennessee Volunteers, juegan en la Southeastern Conference de la National Collegiate Athletic Association. En fútbol americano han logrado 13 campeonatos de conferencia y 25 bowls, mientras que en baloncesto masculino han conseguido cuatro campeonatos de conferencia.
La alcaldesa es Madeline Rogero.

## Geografía
Knoxville está situado en las coordenadas geográficas: 35° 58′ 22″ al norte y 83°56' 32" al oeste. Según la oficina del censo de los Estados Unidos, la ciudad tiene un área total de 254,1 km². De los cuales 240 km² son de tierra firme y 14,1 km² son de agua.
En la parte sureste de la ciudad, el río French Broad —que fluye de Asheville, Carolina del Norte— se une al río Holston —que fluye de Kingsport— y forman el río Tennessee.
Las principales autopistas de la ciudad son la autopista 40 y la 75. La ciudad y los alrededores son servidos por el Aeropuerto McGhee Tyson. El transporte público es proporcionado por el sistema de transporte de la ciudad. Además cuenta con varias líneas férreas.

### Mapas

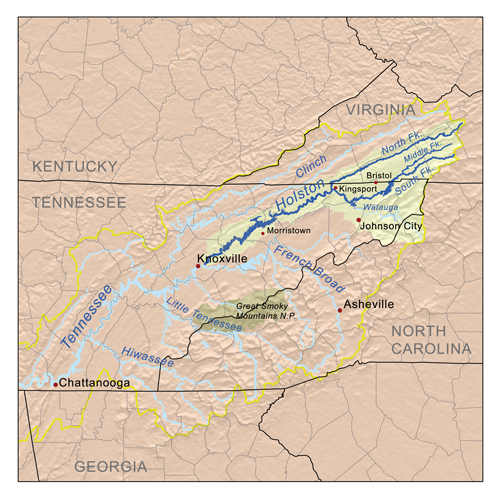
Knoxville en un mapa del río Holston (→ río Tennessee → Ohio → Misisipi)
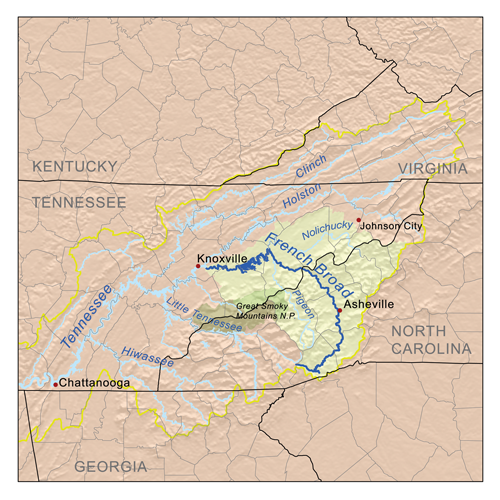
En un mapa del río French Broad (→ río Tennessee → Ohio → Misisipi)
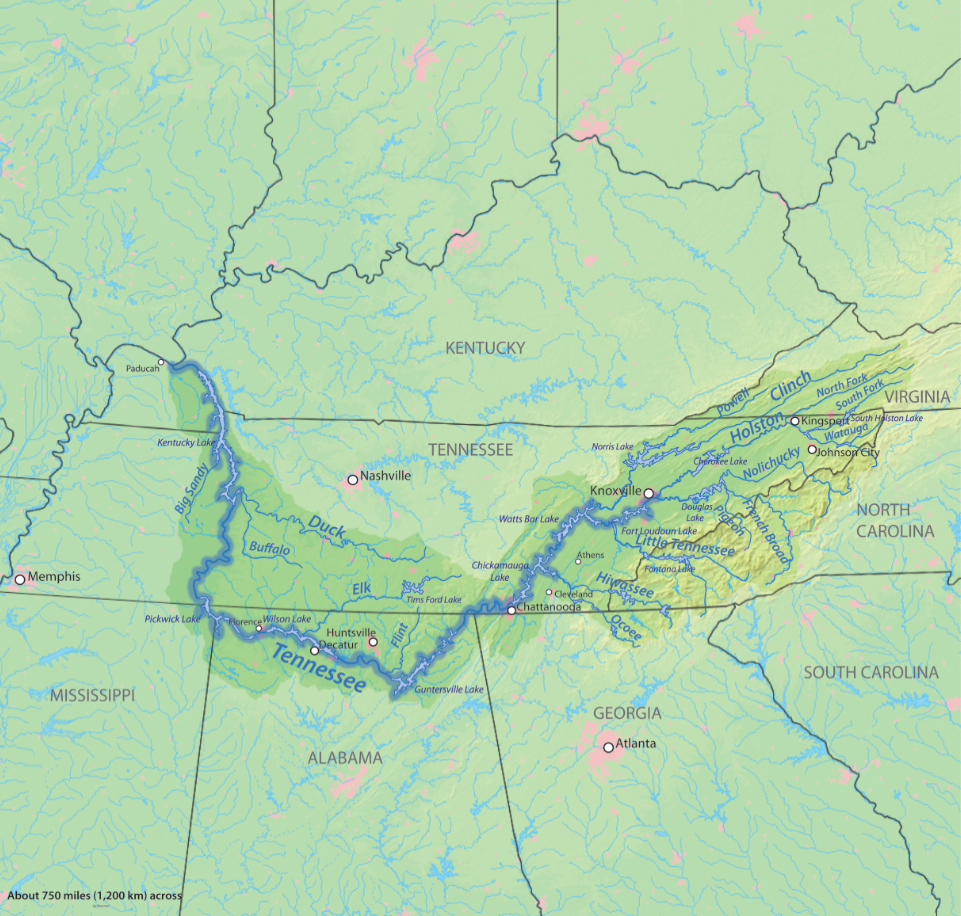
Y en un mapa del río Tennessee (→ Ohio → Misisipi)

## Historia
Los primeros seres humanos en vivir en lo que ahora es Knoxville fueron la tribu Woodland, probablemente cerca del año 1000 AC. Un grupo de cazadores, los cuales provenían de la Región de los Grandes Lagos, se cree que se mudaron debido a los cambios climáticos.
Las tribus Shawnee y Creek ocuparon brevemente áreas pequeñas en el estado; aunque se ha encontrado poca evidencia arqueológica de este hecho. Aproximadamente en el siglo XVIII, los únicos indígenas que vivían permanentemente en los alrededores de esta área, eran los Cherokee. La gente Cherokee llamó a esta área "Shacomage", o "lugar del humo azul" (Place of Blue Smoke).
El contacto entre los colonos europeos y los nativos americanos fue bastante cordial, lo cual favoreció la expansión colonial hacia el oeste de las grandes montañas ahumadas (Great Smoky Mountains). El Fuerte Blanco fue fundado en 1786 por James White, oficial de la milicia durante la guerra revolucionaria americana. En 1791 el gobernador del Territorio Suroeste, Guillermo Blount movió la capital territorial al Fuerte Blanco y lo rebautizó con el nombre de Knoxville en honor a Henrio Knox, general revolucionario y primer secretario de defensa en el gobierno de George Washington.
Una de las primeras tareas de Guillermo Blount fue establecer contacto con los Cherokee para crear límites territoriales; esto se logró casi inmediatamente en el tratado de Houston (Treaty of Holston) en 1791. Por lo cual, él creyó que “había comprado” la mayor parte de lo que hoy es el este de Tennessee; sin embargo, los términos del tratado no fueron respetados y pronto entraron en conflicto, culminando en varios ataques grandes de los Cherokee contra la población de Knoxville: 200 Cherokee bajo el mando de Juan Watts entraron en Knoxville en el año 1792. En el año 1793 un segundo grupo de Cherokee atacó la estación Coveten. Ambos ataques fueron rechazados por los colonos de Knoxville. Los colonos en respuesta atacaron a los Cherokee varias veces también. En 1793 el gobierno invitó al jefe principal de los Cherokee para iniciar las negociaciones; sin embargo, los colonos de Knoxville en contra de las órdenes, atacaron a los Cherokee y mataron a la esposa del jefe. La paz fue renegociada en 1794.
A pesar de estas tensiones, el tratado de Holston abrió las posibilidades para realizar más asentamientos coloniales. Knoxville sirvió como capital del territorio hasta 1796, cuando llevaron a cabo una convención constitucional en Knoxville, para establecer a Tennessee como estado. Cuando Tennessee fue admitido como estado de los Estados Unidos en 1796, se desinó a Knoxville como la capital del estado; sin embargo, en 1815 la capital fue movida a Murfreesboro. El 28 de mayo de 1830, el presidente Jackson firmó la Acta de Remoción India (Indian Removal Act), la cual pretendía trasladar a los americanos nativos al oeste del río Misisipi. Muchos Cherokee no aceptaron irse y se enfrentaron contra el gobierno; sin embargo, la mayor parte de los americanos nativos abandonaron el área, a este hecho se le conoce como el Sendero de Lágrimas.
Durante la guerra civil estadounidense, se realizaron varias batallas en el área de Knoxville, culminando con la Batalla del Fuerte de Sanders, la cual se realizó el 29 de noviembre de 1863. La batalla inicial fue la Batalla de la Estación de Campbell, la cual se llevó a cabo a las afueras de Knoxville el 16 de noviembre de 1863, las tropas de los Estados Confederados de América perdieron dicha batalla; estaban bajo el mando del general James Longstreet y las tropas de La Unión eran conducidas por el general Ambrose Burnside.

### Era moderna
En 1901 el ladrón del trenes Kid Curry (su nombre verdadero era Harvey Logan) fue capturado en la avenida central de la ciudad; sin embargo, escapó de la cárcel de Knoxville, se robó el caballo del sheriff y desapareció de la ciudad. Él era miembro del grupo de Butch Cassidy, famoso ladrón de trenes.
En 1933 durante la gran depresión, se fundó la autoridad del valle de Tennessee. El gobierno de los Estados Unidos estableció la jefatura en Knoxville para ayudar a crear trabajos.
En 1948 se estableció en Knoxville la fábrica del refresco Mountain Dew, el cual fue creado originalmente para mezclarlo con el whisky.
Las oficinas de la autoridad del valle de Tennessee, también conocido como las torres gemelas de TVA, estaban situadas en el centro de Knoxville y fueron construidas en los años 1970, en esa época eran los edificios más altos y modernos de la ciudad.
Knoxville recibió la Exposición Internacional de 1982, la cual fue una de las ferias más exitosas en la historia de los Estados Unidos, recibió aproximadamente a 11 millones de visitantes. Con motivo de la feria se construyó la Sunsphere (esfera del sol).

## Clima
El clima de la ciudad es subtropical húmedo, aunque la temperatura no es tan alta como en las áreas del sur y el oeste, esto debido a su elevación. Los veranos son calientes y muy húmedos, en julio el promedio de la temperatura más alta es de 31 °C y la más baja es de 20 °C. Los inviernos son generalmente fríos; en enero el promedio de la temperatura más alta es de 9 °C y la más baja es de –1 °C. La temperatura más alta que se ha registrado en la ciudad es de 41 °C, mientras que la temperatura más baja es de – 31 °C. El promedio de la precipitación anual es de 1319 milímetros y 12 cm de nieve.
| Parámetros climáticos promedio de Knoxville (McGhee Tyson Airport), normales 1991−2020, extremos 1871–presente | Parámetros climáticos promedio de Knoxville (McGhee Tyson Airport), normales 1991−2020, extremos 1871–presente | Parámetros climáticos promedio de Knoxville (McGhee Tyson Airport), normales 1991−2020, extremos 1871–presente | Parámetros climáticos promedio de Knoxville (McGhee Tyson Airport), normales 1991−2020, extremos 1871–presente | Parámetros climáticos promedio de Knoxville (McGhee Tyson Airport), normales 1991−2020, extremos 1871–presente | Parámetros climáticos promedio de Knoxville (McGhee Tyson Airport), normales 1991−2020, extremos 1871–presente | Parámetros climáticos promedio de Knoxville (McGhee Tyson Airport), normales 1991−2020, extremos 1871–presente | Parámetros climáticos promedio de Knoxville (McGhee Tyson Airport), normales 1991−2020, extremos 1871–presente | Parámetros climáticos promedio de Knoxville (McGhee Tyson Airport), normales 1991−2020, extremos 1871–presente | Parámetros climáticos promedio de Knoxville (McGhee Tyson Airport), normales 1991−2020, extremos 1871–presente | Parámetros climáticos promedio de Knoxville (McGhee Tyson Airport), normales 1991−2020, extremos 1871–presente | Parámetros climáticos promedio de Knoxville (McGhee Tyson Airport), normales 1991−2020, extremos 1871–presente | Parámetros climáticos promedio de Knoxville (McGhee Tyson Airport), normales 1991−2020, extremos 1871–presente | Parámetros climáticos promedio de Knoxville (McGhee Tyson Airport), normales 1991−2020, extremos 1871–presente |
| Mes | Ene. | Feb. | Mar. | Abr. | May. | Jun. | Jul. | Ago. | Sep. | Oct. | Nov. | Dic. | Anual |
| --- | --- | --- | --- | --- | --- | --- | --- | --- | --- | --- | --- | --- | --- |
| Temp. máx. abs. (°C)                                                                                           | 25 | 28.3 | 31.1 | 33.9 | 35.6 | 40.6 | 40.6 | 38.9 | 39.4 | 35.6 | 29.4 | 26.7 | 40.6 |
| Temp. máx. media (°C)                                                                                          | 9 | 11.6 | 16.3 | 21.8 | 26.1 | 29.8 | 31.3 | 31 | 28.1 | 22.1 | 15.6 | 10.6 | 21.1 |
| Temp. media (°C)                                                                                               | 3.9 | 6.1 | 10.3 | 15.3 | 19.9 | 24.1 | 25.8 | 25.3 | 22.1 | 15.7 | 9.4 | 5.5 | 15.3 |
| Temp. mín. media (°C)                                                                                          | -1.1 | 0.6 | 4.3 | 8.9 | 13.8 | 18.3 | 20.4 | 19.7 | 16.2 | 9.4 | 3.4 | 0.4 | 9.6 |
| Temp. mín. abs. (°C)                                                                                           | -31.1 | -23.3 | -17.2 | -5.6 | 0 | 5.6 | 9.4 | 9.4 | 1.7 | -4.4 | -15 | -21.1 | -31.1 |
| Precipitación total (mm)                                                                                       | 120.9 | 122.2 | 124.2 | 119.6 | 104.9 | 107.7 | 133.4 | 92.2 | 88.6 | 71.4 | 106.9 | 127 | 1319 |
| Nevadas (cm)                                                                                                   | 4.3 | 3.6 | 2.3 | 0 | 0 | 0 | 0 | 0 | 0 | 0 | 0.3 | 1.3 | 11.7 |
| Días de precipitaciones (≥ 0.2 mm)                                                                             | 11.5 | 11.7 | 12.7 | 11.1 | 11.1 | 12.0 | 11.6 | 9.8 | 7.8 | 8.0 | 9.4 | 12.0 | 128.7 |
| Días de nevadas (≥ 0.2 cm)                                                                                     | 1.2 | 1.3 | 0.7 | 0.0 | 0.0 | 0.0 | 0.0 | 0.0 | 0.0 | 0.0 | 0.2 | 0.6 | 4.0 |
| Horas de sol                                                                                                   | 135.8 | 145.3 | 208.9 | 256.6 | 287.2 | 291.1 | 287.3 | 278.0 | 232.3 | 217.2 | 151.7 | 122.5 | 2613.9 |
| Humedad relativa (%)                                                                                           | 71.7 | 68.0 | 64.8 | 63.3 | 70.8 | 73.5 | 75.7 | 76.3 | 76.1 | 73.0 | 71.8 | 72.9 | 71.5 |
| Fuente: NOAA (humedad y horas de sol 1961–1990)                                                                | | | | | | | | | | | | | |

### Ciudades y pueblos vecinos
| - Alcoa - Corryton - Concord, Tennessee - Dandridge - Farragut | - Halls Crossroads - Jefferson City - Karns - Lenoir City | - Lovell - Maryville - Morristown - Newport | - Oak Ridge - Powell - Sevierville - Seymour |

### Barrios
| - Arlington - Bearden - Burlington - Cedar Bluff - Chilhowee Park - Colonial Village - Downtown - East Knoxville - Edgewood - Emory Place | - Fairmont-Emoriland - Five Points - Forest Hills - Fort Sanders - Fountain City - Fourth & Gill - Holston Hills - Island Home - Karns - Mechanicsville | - Lake Forest - Lindbergh Forest - Lonsdale - Morningside - North Hills - Norwood/Inskip - Oakwood-Lincoln Park - Old City - Old North Knoxville | - Old Sevier - Parkridge (Park City) - Sequoyah Hills - South Haven - Vestal - West Hills - Westwood - Western Heights - Westmoreland |

### Principales avenidas
| - Alcoa - Asheville - Broadway - Central Avenue Pike - Chapman - Clinton - Cumberland Avenue | - Emory Road - Gay Street - Gov. John Sevier Highway - Hall of Fame Drive - Henley Street - James White - Knoxville | - Magnolia Avenue - Merchants Drive - Middlebrook Pike - Neyland - Northshore Drive - Parkside Drive / North Peters Road - Pellissippi Parkway | - Rutledge Pike - Seventeenth Street - South Central Street - South Knoxville Connector - Washington - Western Avenue |

## Demografía
Según el censo del año 2000, hay 177 661 personas, 76.650 cabezas de familia, y 40.164 familias que residen en la ciudad; el área metropolitana tiene una población de 616.079. La densidad demográfica es de 724.6/km². Hay 84.981 casas, con una densidad promedio de 354.1/km².
La composición racial de la ciudad tiene:
- 79.7 % Blancos.
- 16.2 % Americanos africanos.
- 0.31 % Americanos nativos.
- 1.45 % Asiáticos.
- 0.03 % Isleños del Pacífico.
- 0.72 % Otras razas.
- 1.57 % Mestizos.
- 1.58 % Hispanos (Todas las razas).

Hay 76.650 cabezas de familia, de los cuales el 22.8 % tienen menores de 18 años viviendo con ellos, el 35.3 % son parejas casadas viviendo juntas, el 13.7 % son mujeres que forman una familia monoparental (sin cónyuge), y 47.6 % no son familias. El 11.4 % son personas mayores de 65 años que viven solos. El tamaño promedio de una familia es de 2.84 miembros.
En la ciudad el 19.7 % de la población tiene menos de 18 años, el 16.8 % tiene de 18 a 24 años, el 29.5 % tiene de 25 a 44, el 19.6 % de 45 a 64, y el 14.4 % son mayores de 65 años. La edad media es de 33 años. Por cada 100 mujeres hay 90 hombres. Por cada 100 mujeres mayores de 18 años hay 86.3 hombres.
Los ingresos medios de un cabeza de familia en la ciudad es de $27.492, y el ingreso medio familiar es $37.708. Los hombres tienen unos ingresos medios de $29.070 frente a $22.593 de las mujeres. El ingreso per cápita de la ciudad es de $18.171. El 14.4 % de la población y el 20.8 % de las familias están debajo de la línea de pobreza. Del total de gente en esta situación, 26.1 % tienen menos de 18 y el 12.0 % tienen 65 años o más.
Durante los años 1990, el promedio de crecimiento en el número de casas fue de 3,575 al año. A partir de 2000 a la actualidad, el crecimiento anual medio es 3,925; se espera que aumente a 4,300 en los próximos años.

## Economía
Knoxville es sede de muchas industrias y fuentes de capital. Gracias a su localización central en los Estados Unidos y por estar cerca de dos autopistas importantes, varias compañías de distribución operan en los alrededores de la ciudad.

### Empresas
| - AC Entertainment - Bush Brothers and Company - DeRoyal Industries - EdFinancial Services | - Goody's Family Clothing - Petro's Chili & Chips - Pilot Corporation | - Regal Entertainment Group - Scripps Networks - Jewelry Television | - Sea Ray - Tennessee Valley Authority (corporación gubernamental) - Buddy's Bar-B-Q |

## Universidades

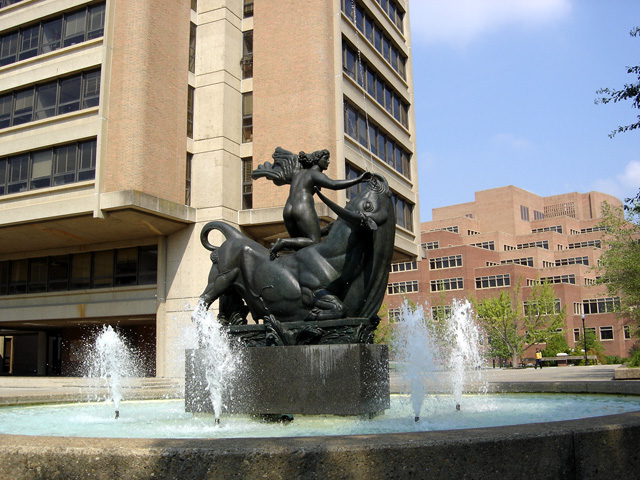
Universidad de Tennessee

En Knoxville se encuentra el principal campus de la Universidad de Tennessee. Otras universidades con sede en la ciudad son:
- Universidad de Tecnología
- ITT Technical Institute
- Universidad Johnson
- Universidad Knoxville
- Universidad Pellissippi
- Universidad del Sur

## Cultura
Knoxville es una ciudad rica en cultura, tiene muchos festivales a través del año. Su principal exponente musical es el bluegrass.
La ciudad también recibe varios festivales de arte, incluyendo el festival del Dogwood en abril. También en abril es el festival de Rossini, es un festival de ópera y cultura italiana. El festival de Kuumba se celebra en junio con danzas, juegos, música, teatro, y la comida. Cada año, en el día del trabajo se realizan espectaculares exhibiciones de fuegos artificiales.

### Eventos
| - Boomsday - Knoxville Marathon - Dogwood Arts Festival - GreekFest - Honda Hoot - Corvette Expo | - Festival Kuumba - Festival Rossinni - Ska Weekend - Sundown in the city - Knoxville Symphony Orchestra |

### Canales televisivos
| - WATE 6 - Afiliada a ABC. - WMAK 7 - Afiliada a Digital. - WVLT 8 - Afiliada a CBS. - WVLT-DT2 - Subcanal de WVLT. - WBIR 10 - Afiliada aNBC. | - WKOP 15 - PBS. - WBXX 20 - Afiliada a CW. - WTNZ 43 - Afiliada a FOX. - WPXK 54 - Afiliada a i. |

### Deporte
- Knoxville Noise (juegan en la ABA)
- United Wrestling Association
- Knoxville Ice Bears (juegan en la SPHL)

### Atracciones cercanas
- Great Smoky Mountains National Park
- Gatlinburg, Tennessee
- Dollywood
- Pigeon Forge, Tennessee

### Sitios de interés
| - Bijou Theatre Center - Bleak House (Knoxville) - Blount Mansion - Civic Coliseum - Frank H. McClung Museum - Haley Heritage Square | - James White's Fort - Knoxville Botanical Gardens and Arboretum - Knoxville Museum of Art - Knoxville Zoo - Knoxville Convention Center - Mabry-Hazen House | - Governor John Sevier Historic Site - Marble Springs - Market Square - Neyland Stadium - Old City - Ramsey House | - Tennessee Theatre - Volunteer Landing - Women's Basketball Hall of Fame - World's Fair Park - National Register of Historic Places, Knox County, Tennessee |

## Personas destacadas
| - 10 Years, banda de rock. - Robert H. Adams, senador por Misisipi. - James Agee, escritor. - The Aldridge Sisters, cantantes. - Victor Ashe, embajador en Polonia. - Ava Barber, artista. - George Franklin Barber, arquitecto. - Dr. William M. Bass (Bill), profesor de la Universidad de Tennessee. - Brian Bell, guitarrista. - Polly Bergen, actriz. - William Blount, delegado. - Ben Bolt, compositor. - "Parson" William Gannaway Brownlow, gobernador. - Frances Hodgson Burnett, escritora. - Jake Butcher, banquero. - Kenny Chesney, artista. - Darby Conley, artista. - Mary Costa, artista. - John Cullum, actor. - Lowell Cunningham, artista. - John Davis, artista. - George Dempster, inventor. - David Farragut, almirante de la Guerra Civil. - Harry Fujiwara, deportista. - Phillip Fulmer, deportista. - Nikki Giovanni, poeta. - Guilford Glazer, filántropo. - Alex Haley, escritor. - George Washington Harris, humorista. - James Haslam Jr., empresario. - William H. Hastie, primer gobernador de las Islas Vírgenes. | - Todd Helton, deportista. - Homer and Jethro, artista. - Ed Hooper, periodista. - Con Hunley, artista. - Dennis Hwang, artista. - Glen Jacobs, luchador profesional conocido por su paso por la WWE bajo el nombre Kane, actual alcalde. - Jeff Jarrett, deportista - David Keith, actor. - Johnny Knoxville, actor y cocreador de Jackass. - Joseph Wood Krutch, naturalista. - Cormac McCarthy, escritor. - Brownie McGhee, artista. - Stick McGhee, artista. - Patricia Neal, actriz. - Adolph Ochs, periodista. - Randy Orton, deportista - Chad Pennington, deportista - Dr. Jerry Punch, analista deportivo. - Florence Reece, poeta. - Brad Renfro, actor. - Glenn Reynolds, profesor. - Walter Simonson, historietista. - John Sevier, gobernador de Tennessee. - Pat Summitt, deportista. - Quentin Tarantino, director de cine. - Dave Thomas, fundador de Wendy's - Jake Thomas, actor. - Bob Thomas, actor y escritor. - Chris Whittle, Entrepreneur - Chris Woodruff, deportista. - Phil Bozeman artista - Trevor Lawrence deportista - Colin Brittain, baterista de Linkin Park y productor musical. |

## Ciudades hermanas
Knoxville tiene 7 ciudades hermanas, las cuales son:
- Chelm, Polonia
- Chengdu, China
- Kaohsiung, Taiwán[23]
- Larissa, Grecia
- Muroran, Japón
- Neuquén, Argentina
- Yesan, Corea del Sur